# Potgietersingel
De Potgietersingel is een park in de stad Zwolle. Het park is aangelegd in het begin van de negentiende eeuw op voormalige vestingwerken, uit de zeventiende eeuw. Het park is vernoemd naar de in Zwolle geboren schrijver-dichter en De Gids-redacteur Everhardus Johannes Potgieter.

## Geografie
Het park ligt aan de zuidkant van de binnenstad van Zwolle, wat het ideaal maakt als stadspark, zo kan men op warme dagen van het grasveld genieten. Het park is 1,2 hectare groot, maar ondanks zijn geringe grootte is dit het derde-drukst-bezochte park van Zwolle. De diversiteit aan bezoekers zorgt voor deze hoge uitkomst. Van andere stadsparken werd vooral gebruikgemaakt door omwonenden, wat bij de Potgietersingel niet het geval is.

## Kenmerken
Aan de westzijde is het park dicht begroeid en aan de oostzijde is het meer open, zo heeft het daar meer grasvelden. In 2006-2007 zijn de beplanting en paden vernieuwd, met de bedoeling dat het geheel wat 'romantischer' werd.
Aan de Potgietersingel bevinden zich verschillende monumentale gebouwen uit de 19de eeuw, waaronder het vroegere Paleis van Justitie uit 1841 (sinds 2005 Museum de Fundatie) en de Villa Suikerberg uit 1876/1891.

## Afbeeldingen

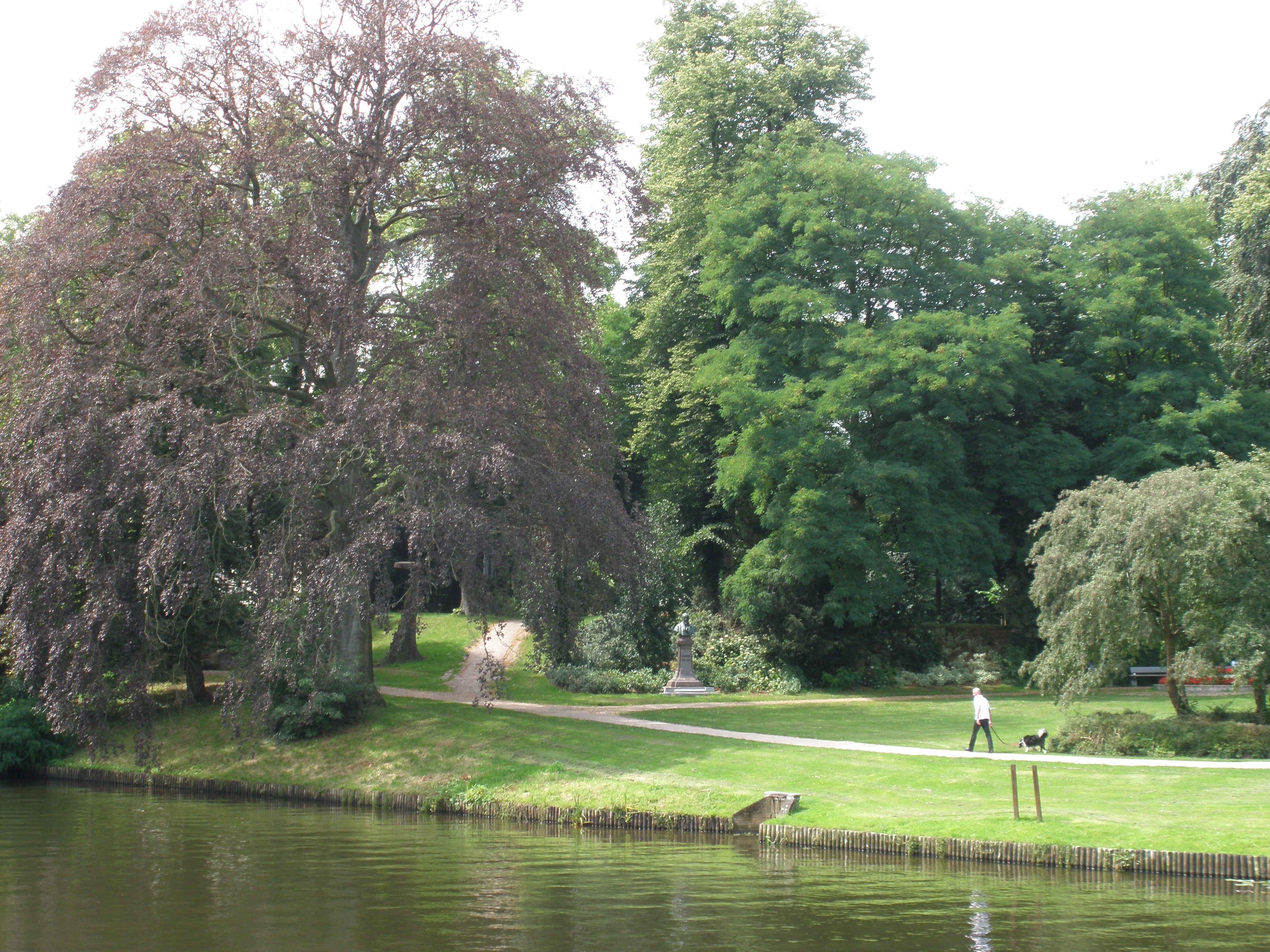
Park
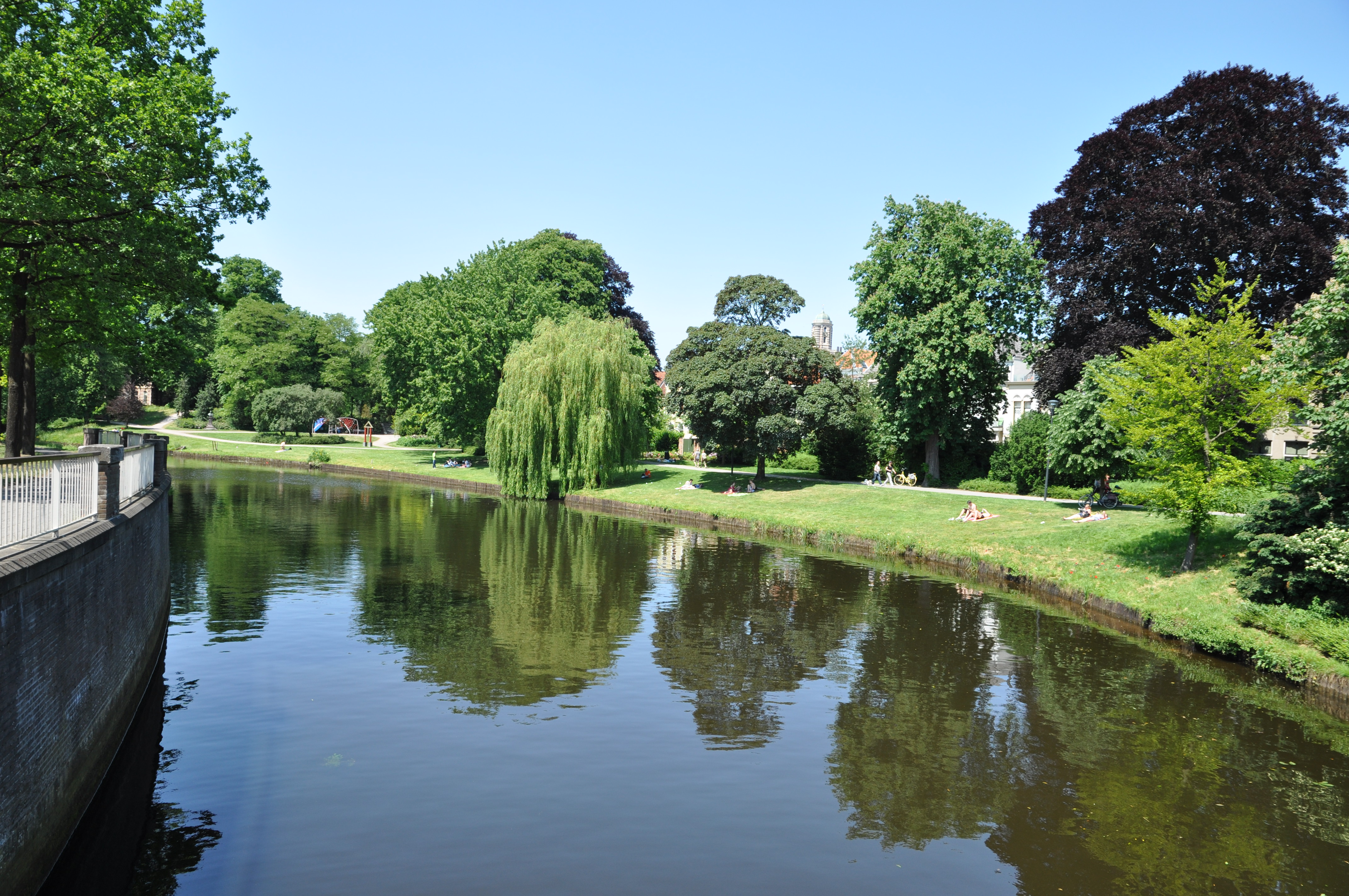
Blik vanaf de Sassenpoorterbrug
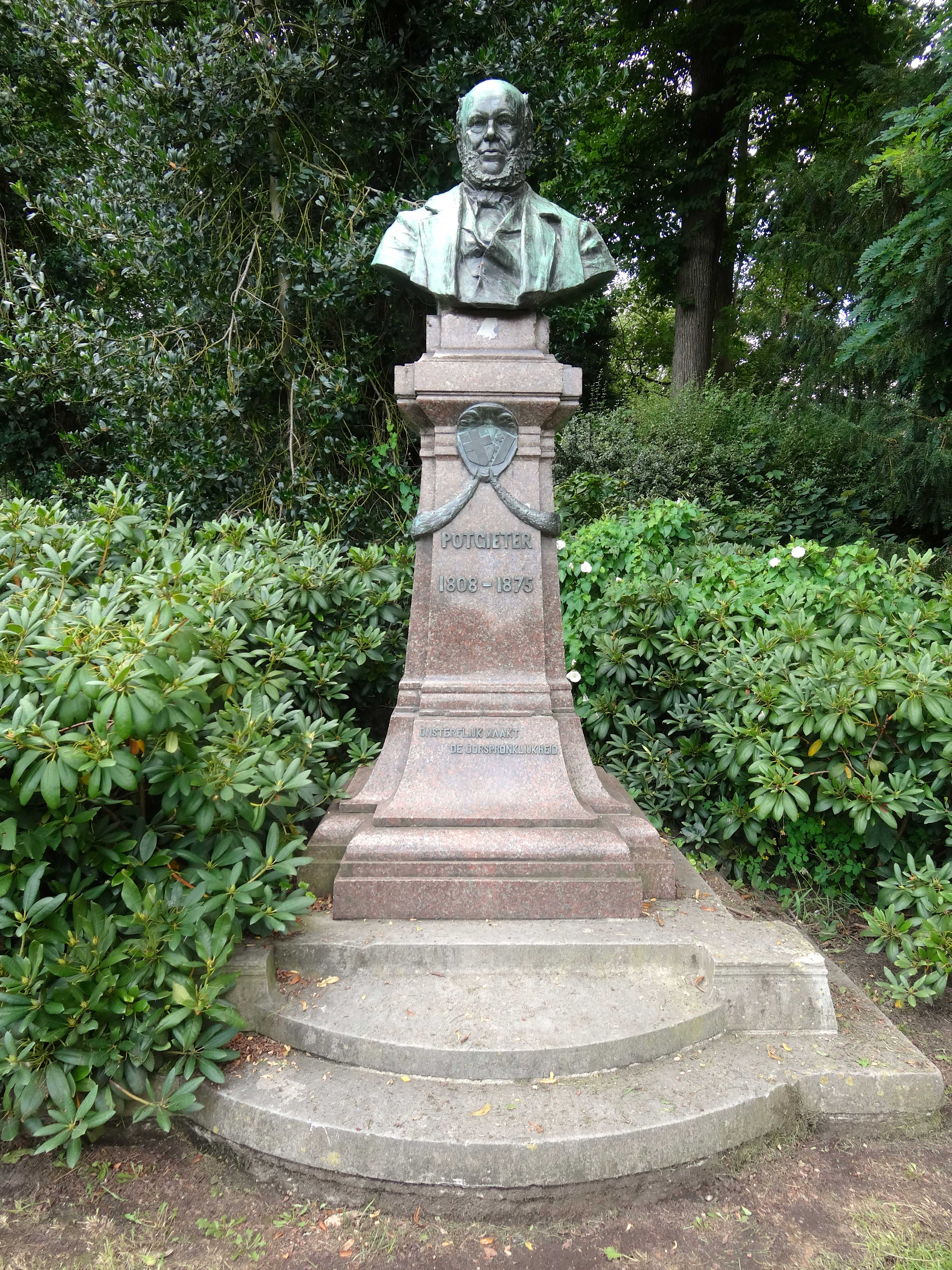
Borstbeeld van Potgieter door Charles van Wijk (1908)
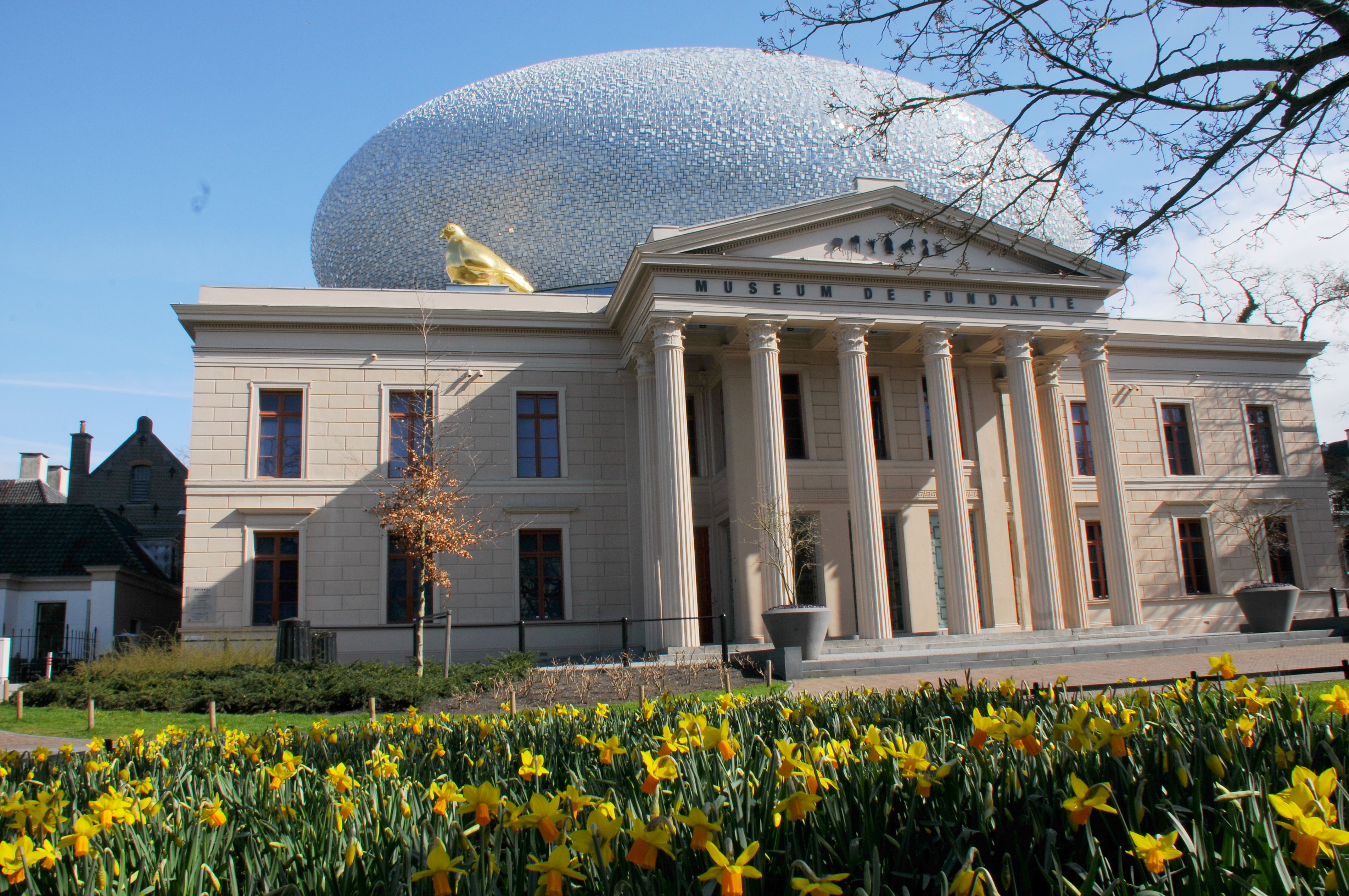
Achtergevel Museum de Fundatie
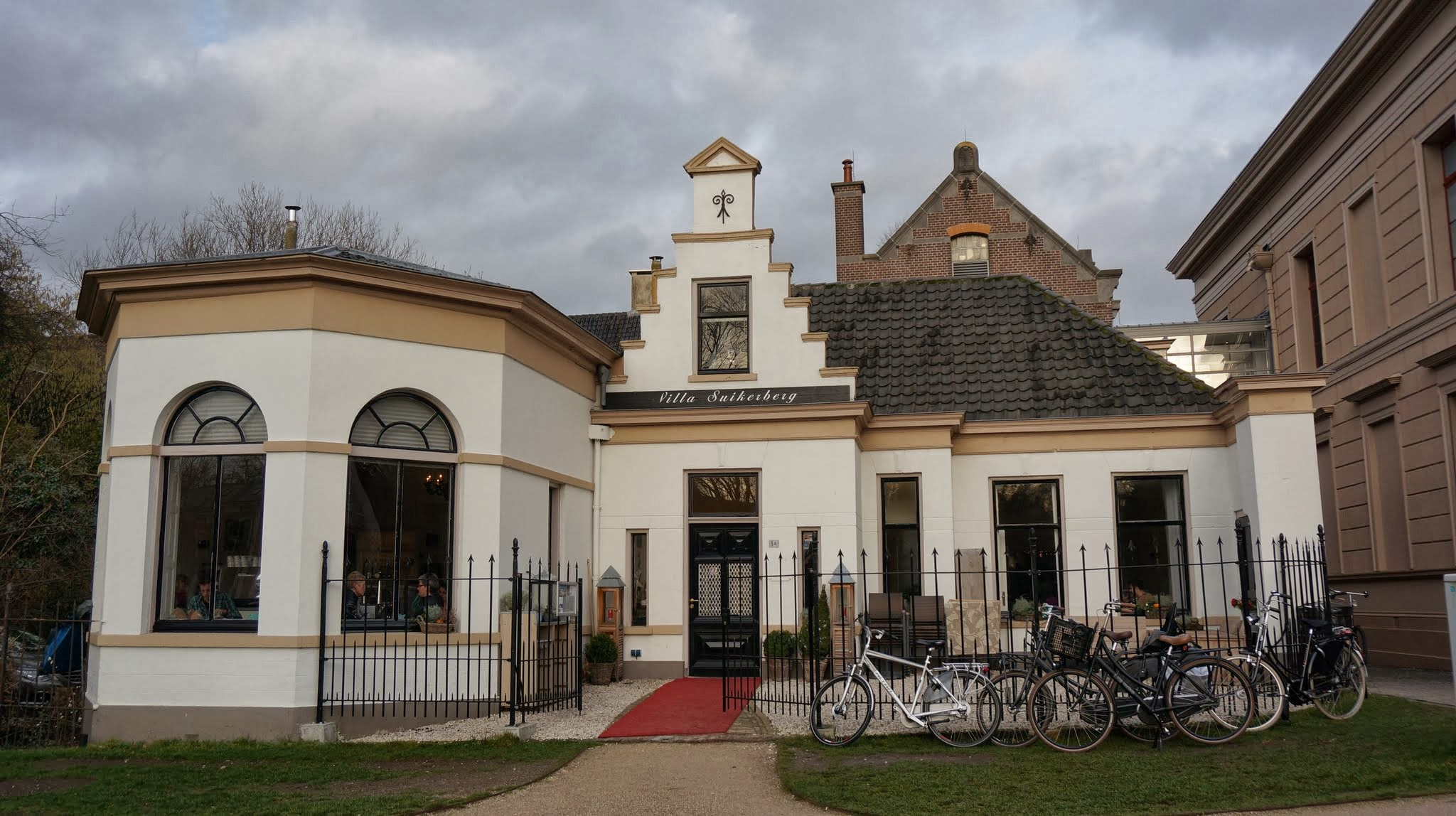
Villa Suikerberg

Archenaultplantsoen · Azaleapark · Badhuiswal - Noordereiland · Broerenkerkplein · De Dobbe · Engelse Werk · Groen assenkruis Holtenbroek · Ittersumerpark · Van Nahuysplein · Nooterhof · Oldenelerpark · Park Aa-landen · Park Eekhout · Park Gerenbroek · Park Gerenlanden · Park Hogenkamp · Park Ittersumerlanden · Park de Wezenlanden · Ter Pelkwijkpark · Twistvlietpark · Potgietersingel · Prins Clauspark · Schellerpark · Stinspark · Oude Weteringzone · Wijkpark Berkum · Zwarte waterpark Holtenbroek · Zwarte waterpark Stadshagen